# جمهورية الفلبين الأولى
جمهورية الفلبين (بالانجليزية: The Philippine Republic) (بالإسبانية: República Filipina) (بالفلبينية: Repúblikáng Pilipino) المعروفة بشكل أكثر شيوعًا باسم جمهورية الفلبين الأولى أو جمهورية مالولوس، هي حكومة ثورية وليدة في الفلبين. أُسِّست رسميًا من خلال إعلان دستور مالولوس في 21 يناير عام 1899 في مالووس، بولاكان، واستمرت حتى أسر الرئيس إميليو أغينالدو من قِبَل القوات المُسلَّحة الأمريكية في 23 مارس عام 1901 في بولانان، إيزابيلا، التي حلَّت الجمهورية الأولى فعليًا.
تأسًّست جمهورية الفلبين الأولى بعد الثورة الفلبينية ضد الإمبراطورية الإسبانية (1896-1897) والحرب الإسبانية الأمريكية بين إسبانيا والولايات المتحدة (1898). بعد الانتصار الأمريكي في معركة خليج مانيلا، عاد أغينالدو إلى الفلبين وأصدر إعلان استقلال الفلبين في 12 يونيو عام 1898، وأسس حكومة فلبينية ثورية. في ديسمبر 1898، انتقلت السيادة على الفلبين من إسبانيا إلى الولايات المتحدة بموجب معاهدة باريس عام 1898، الأمر الذي جعل الولايات المتحدة هي السلطة الاستعمارية الرسمية في الفلبين. أُعلِن دستور مالولوس الذي أنشأ جمهورية الفلبين الأولى في الشهر التالي. وبدأت الحرب الفليبينية الأمريكية في فبراير عام 1899، والتي خسرتها جمهورية الفلبين.
تُعدّ جمهورية الفلبين أول جمهورية دستورية في آسيا. وعلى الرغم من وجود عدة جمهوريات آسيوية قبل جمهورية الفلبين الأولى، على سبيل المثال، ماهاجانابادا في الهند القديمة، وجمهورية لانفانغ، وجمهورية فورموسا أو جمهورية إيزو، إذ كانت جمهورية مالولوس أول من وضع دستور شامل وافق عليه مؤتمر منتخب جزئيًا.

## التاريخ
في عام 1896، بدأت الثورة الفلبينية ضد الحكم الاستعماري الإسباني. وفي عام 1897، وقَّعت القوات الفلبينية بقيادة أغينالدو وقفًا لإطلاق النار مع السلطات الإسبانية، وذهب أغينالدو وغيره من الزعماء إلى المنفى في هونغ كونغ. في أبريل عام 1898، اندلعت الحرب الإسبانية الأميركية. ثم أبحر سرب البحرية الآسيوية في الولايات المتحدة، ثم في هونج كونج، نحو الفلبين للمشاركة مع القوات البحرية الإسبانية. في الأول من مايو عام 1898، هُزمت البحرية الإسبانية بشكل حاسم في معركة خليج مانيلا على يد البحرية الأمريكية. وفي وقت لاحق من مايو، عاد أغينالدو إلى الفلبين، وأنشأ حكومة ديكتاتورية في 24 مايو عام 1898 (تم تأسيسها رسميًا بموجب مرسوم 18 يونيو)، وفي 12 يونيو عام 1898، في منزل أغينالدو في كافيت، أصدر إعلان استقلال الفلبين عن إسبانيا. في أعقاب إعلان الاستقلال أسَّس أغينالدو حكومة ثورية في الثالث والعشرين من يونيو عام 1898، والتي بموجبها اجتمع مؤتمر مالولوس المنتخب جزئيًا والمُعيَّن جزئيًا في الخامس عشر من سبتمبر لكتابة دستور.
في 10 ديسمبر 1898، وُقِّعت معاهدة باريس لعام 1898، ما أنهى الحرب الإسبانية الأمريكية ونقل الفلبين من إسبانيا إلى الولايات المتحدة.
أُعلِن دستور مالولوس الذي كتبه المؤتمر في 22 يناير عام 1899، والذي خلق ما يُعرف اليوم باسم جمهورية الفلبين الأولى، وذلك بتولِّي أغينالدو منصب الرئيس. تمت الموافقة على الدستور من قِبَل مندوبين إلى مؤتمر مالولوس في 20 يناير عام 1899، ووافق عليه أغينالدو في اليوم التالي. وكان المؤتمر قد انتخب في وقت سابق أغينالدو لمنصب الرئيس في 1 يناير عام 1899، ما أدى إلى تنصيبه في 23 يناير. بموجب أقسام الدستور، مُنح أغينالدو سلطة الحكم. كان الدستور تحت عنوان «Constitución política » بالإسبانية.

## التنظيم

### الحكومة الإقليمية والمحلية
سرعان ما أعادت الحكومات المحلية والإقليمية في الجمهورية تنظيم نفسها بموجب مرسومي أغينالدو في 18 و20 يونيو عام 1898. ذكر دستور مالولوس في المادة 82 تنظيم الجمعيات الإقليمية والشعبية التي لها سلطة فرض الضرائب.
ادَّعت الحكومة ولايتها على الأراضي الأجنبية لبالاوس (بالاو الحديثة) وأرخبيل سولو. لدى المنطقتين ممثلين في الكونغرس يُعيِّنهم الرئيس إميليو أغينالدو. وقد بعث أغينالدو برسالة إلى سلطان سولو يطلب فيها أن تكون الجزر جزءًا من جمهورية الفلبين الأولى. ولكن تمَّ تجاهلها.
في عام 2003، ذُكِر أن هاري روكي، عضو الكونغرس الفلبيني، زعم أن إسبانيا لم يكن بوسعها التنازل بشكل قانوني عن منطقة بالماس أو أي جزء من الفلبين للولايات المتحدة لأن الفلبينيين كانوا قد أسَّسوا جمهورية الفلبين بالفعل في الثاني عشر من يونيو قبل التوقيع على معاهدة باريس في 10 ديسمبر عام 1898.

### السلطة القضائية
صدر القانون المؤقت للقضاء في 7 مارس عام 1899، وفقًا لأحكام دستور مالولوس لعام 1899، الذي ينصّ على أن تختار الجمعية الوطنية رئيس القضاة بموافقة من الرئيس وأعضاء الحكومة. عيَّن أغينالدو، أبوليناريو مابيني، لمنصب رئيس قضاة المحكمة العليا في الفلبين في 23 أغسطس عام 1899، لكن التعيين لم يتحقق بسبب حدوث الحرب الفلبينية الأمريكية.

## الموارد المالية
أحد القوانين الهامة التي أقرَّها مؤتمر مالولوس، القانون الذي ينصّ على قرض وطني لدعم الميزانية الوطنية التي تحاول الجمهورية إحقاق التوازن فيها. إذ كان من المقرر دفع القرض الذي تبلغ قيمته 20 مليون بيزو خلال 40 عامَا بفائدة سنوية قدرها 6%. وقد صدر القانون في 30 نوفمبر عام 1898.[بحاجة لتوضيح]

## الجيش
عندما أُعلِن استقلال الفلبين في 12 يونيو 1898، أُعيد تسمية الجيش الثوري الفلبيني باسم الجيش الجمهوري الفلبيني. ثم عيَّن أغينالدو، أنطونيو لونا لمنصب مدير أو مساعد لوزير الحرب بحلول 28 سبتمبر عام 1898، بالإضافة إلى تأسيس أول مدرسة عسكرية في مالولوس في الفلبين.
عندما تمَّ تنصيب الجمهورية في 23 يناير، خَلَفَ لونا، أرتيميو ريكارتي كقائد للجيش الجمهوري. ومع توفر مثل هذه الصلاحيات، حاول لونا تحويل الجيش الثوري الضعيف غير المنضبط إلى جيش نظامي منضبط لخدمة الجمهورية.

## مقاعد الحكومة

### مالولوس ، العاصمة الرسمية لجمهورية الفلبين الأولى
في سبتمبر عام 1898، قام الجنرال إميليو أغينالدو بإنشاء القصر التنفيذي في كنيسة باركو ديلا إنماكولادا في مالولوس، وهي كنيسة بُنيت من قِبَل الجماعات الأوغسطينية (أصبحت الآن كاتدرائية بازيليكا)، بينما كانت كنيسة باراسوان المجاورة بمثابة الجلس التشريعي حيث كُتِبَ دستور مالولوس. حين استولى الأميركيون على مالولوس، أمر أغينالدو الجنرال أنطونيو لونا بحرق كنيسة مالولوس، بما في ذلك مذبحها الفضي الضخم.

### منزل سيديكو (مكتب إميليو أجوينالدو في نويفا إسيجا)
أصبح منزل سيديكو المقر الأول للجمهورية الفلبينية التابع للجنرال إميليو أغينالدو عندما أقامه مقرَّا له في سان إيسيدرو خلال الجزء الأخير من ملحمته من القوات الأميركية.
في 29 مارس عام 1899، وصل الجنرال إميليو أغينالدو إلى سان إيسيدرو، وضع مقاطعة وبلدة نويفا إيسيا بمثابة العاصمة المؤقتة لجمهورية الفلبين الأولى. وقد أقام في هذا المنزل الذي شغل فيه منصب المدير التنفيذي. عندما احتلَّ الأمريكيون سان إيسيدرو, أصبح منزل سيديكو مقرّ الكولونيل فيديريك فونستون الذي أسر لاحقًا الجنرال أغينالدو فيما بعد في بالانان, إيسابيلا. يُقال إن اعتقال الجنرال أغينالدو كان مخططًا له في هذا المنزل، وهو الآن محتلًا من قِبَل منظمة مسيحية.